# Голубцова Ольга Семенівна
Ольга Семенівна Галубцова (біл. Вольга Сямёнаўна Галубцова; 10 лютого 1903, с. Сьвіслочани, Гродненський повіт (зараз Білостоцький повіт, Підляське воєводство, Польща) — 26 квітня 1974) — Герой Соціалістичної Праці (1958).
У 1926-1961 роках — доярка племзаводу «Реконструктор» Толочинского району.
Звання Героя присвоєно за успіхи у виробництві сільськогосподарських продуктів.